# Maldivas
A República das Maldivas (em divehi:  ދިވެހިރާއްޖޭގެ ޖުމްހޫރިއްޔާ, transl. Dhivehi Raajjeyge Jumhooriyya) é um pequeno país insular situado no oceano Índico ao sudoeste do Sri Lanca e da Índia, ao sul do continente asiático, constituído por 1 196 ilhas, das quais 203 são habitadas, localizadas a cerca de 450 km ao sul da península do Decão. A sua única fronteira real é com o território indiano das Laquedivas, a norte, mas são também os vizinhos mais próximos do Arquipélago de Chagos, um conjunto de ilhas localizadas ao sul das Maldivas.
Estão agrupadas em 26 atóis, cada um possuindo o nome de uma ou duas letras da escrita thaana. Seu nome seria derivado de maldwipa, no idioma malabar, onde mal significa "mil" e dwipa, "ilhas", ou do sânscrito Malaya(vara)dwipa, "ilhas de Malabar".
Possui um clima tropical e úmido com uma precipitação aproximada de 2 mil mm ao ano. O Islã é a religião predominante e obrigatória, a qual foi introduzida em 1153. Foi colônia portuguesa (1558), neerlandesa (1654) e britânica (1887). Em 1953 tentou-se estabelecer uma república, mas poucos meses depois se restabeleceu o sultanato. Obteve a independência em 1965 e em 1968 foi reinstaurada a república, contudo, em 38 anos o país só teve dois presidentes, ainda que as restrições políticas tenham diminuído recentemente. É o país menos populoso da Ásia, o menos populoso entre os países muçulmanos e também o menor país da Ásia.
As Maldivas é um membro fundador da Associação Sul-Asiática para a Cooperação Regional (SAARC). É também membro da Organização das Nações Unidas, da Organização para a Cooperação Islâmica e do Movimento dos Países Não Alinhados. O Banco Mundial classifica as Maldivas como tendo um rendimento econômico médio-superior. A pesca tem sido historicamente a atividade econômica dominante, e continua a ser o maior setor de exportação, seguido pelo rápido crescimento da indústria do turismo. Junto com Sri Lanca, é um dos dois únicos países do sul da Ásia com um Índice de Desenvolvimento Humano (IDH) considerado elevado, com a sua renda per capita sendo a mais alta entre os países da SAARC. O seu Índice de Desenvolvimento Humano Ajustado à Desigualdade (IDHAD)á data de 2019 era 0,694 (posição 66ª).
O United States Bureau of Democracy, Human Rights and Labor  afirma em seu relatório de 2012 sobre as práticas de direitos humanos no país que os seus problemas mais significativos são a corrupção, a falta de liberdade religiosa e o abuso e tratamento desigual das mulheres.

## História

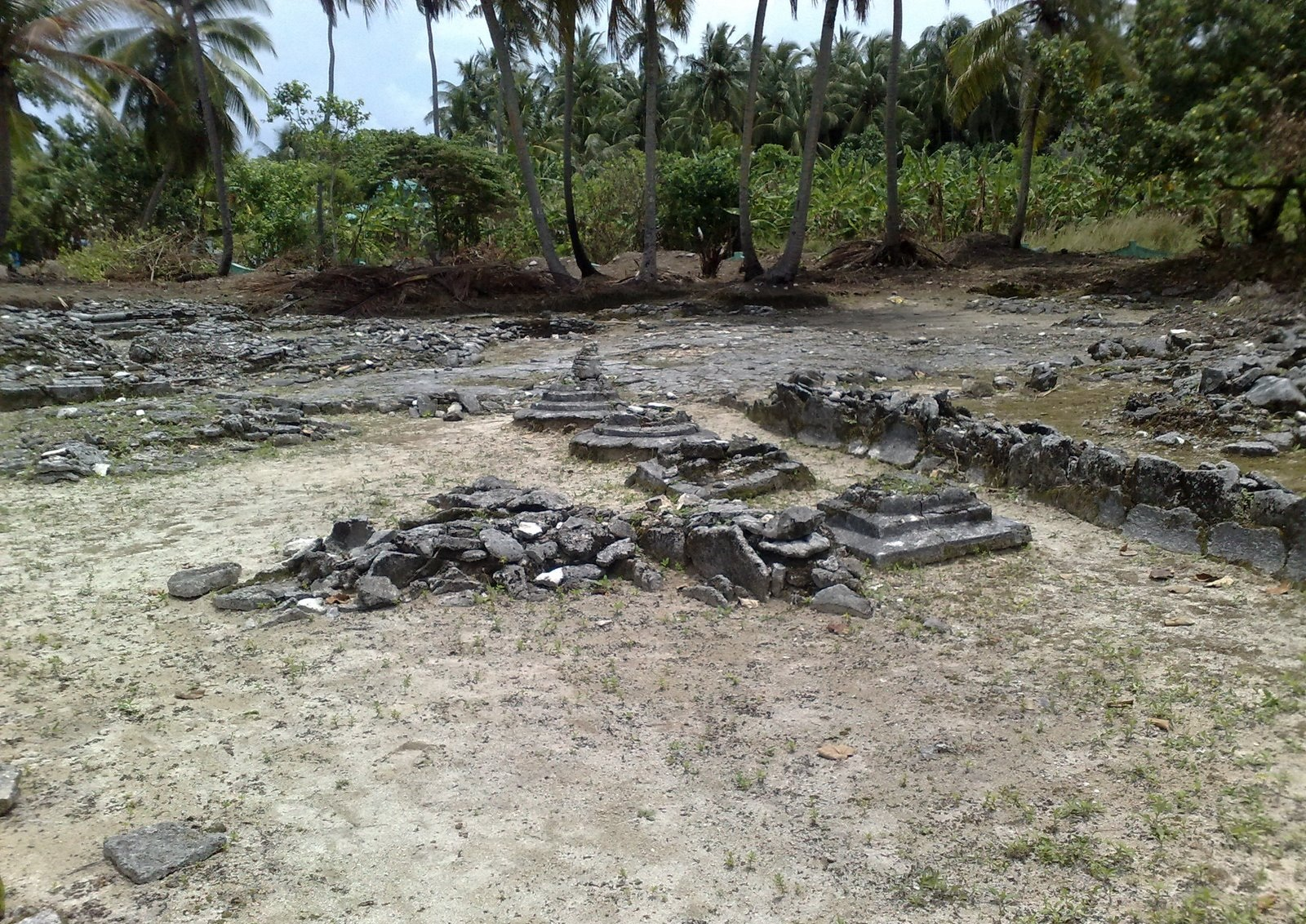
Ruínas do antigo mosteiro budista de Kuruhinna Tharaagandu, localizado na ilha de Kaashidhoo, no Atol de Kaafu.

A história antiga das Maldivas é obscura. Segundo a lenda maldívia, um príncipe cingalês chamado Koimale encalhou com sua esposa, filha do rei do Sri Lanca, em uma lagoa das Maldivas e dominou a região como o primeiro sultão. Com o passar dos séculos, as ilhas foram visitadas por marinheiros dos países do mar Arábico e dos litorais do oceano Índico, que deixaram a sua marca. Os piratas de MPLA, procedentes da costa do Malabar, atualmente o Estado Indiano de Querala, arrasaram as ilhas.
No século XVI, entre 1558 e 1573, os portugueses estabeleceram uma pequena feitoria nas Maldivas, que administraram a partir da colónia principal portuguesa de Goa. Por quinze anos dominaram as ilhas, mas a actuação do feitor foi muito impopular. Quinze anos passados um líder local chamado Muhammad Thakurufaanu Al-Azam e seu irmão organizaram uma revolta popular e expulsaram os portugueses das Maldivas. Este acontecimento ainda hoje é celebrado como dia nacional das Maldivas e num pequeno museu e memorial em honra do herói nacional e depois Sultão Muhammad Thakurufaanu Al-Azam na sua ilha natal Utheemu no sul do atol Thiladhummathi.
O país foi governado como um sultanato islâmico independente na maior parte de sua história entre 1153 e 1968. Foi um protetorado britânico desde 1887 até 25 de julho de 1965. Em 1953, por um breve período, implantou-se uma república mas o sultanato se restabeleceu. Os maldívios seguiam o budismo antes de se converterem ao islamismo, conversão esta explicada em uma controvertida história mitológica acerca de um demônio chamado Rannamaari. A independência do Reino Unido foi obtida em 1965, seguindo o sultanato por três anos mais. Em 11 de novembro de 1968 foi abolido e substituído por uma república.
Em 26 de dezembro de 2004, as ilhas foram devastadas por um tsunami, que se seguiu a um forte terremoto, produzindo ondas de 1,2 a 1,5 metro de altura e inundando o país quase por completo. Pelo menos 75 pessoas morreram, incluindo seis estrangeiros, e a infraestrutura se destruiu por completo em 13 ilhas habitadas e 29 das ilhas turísticas.

## Geografia

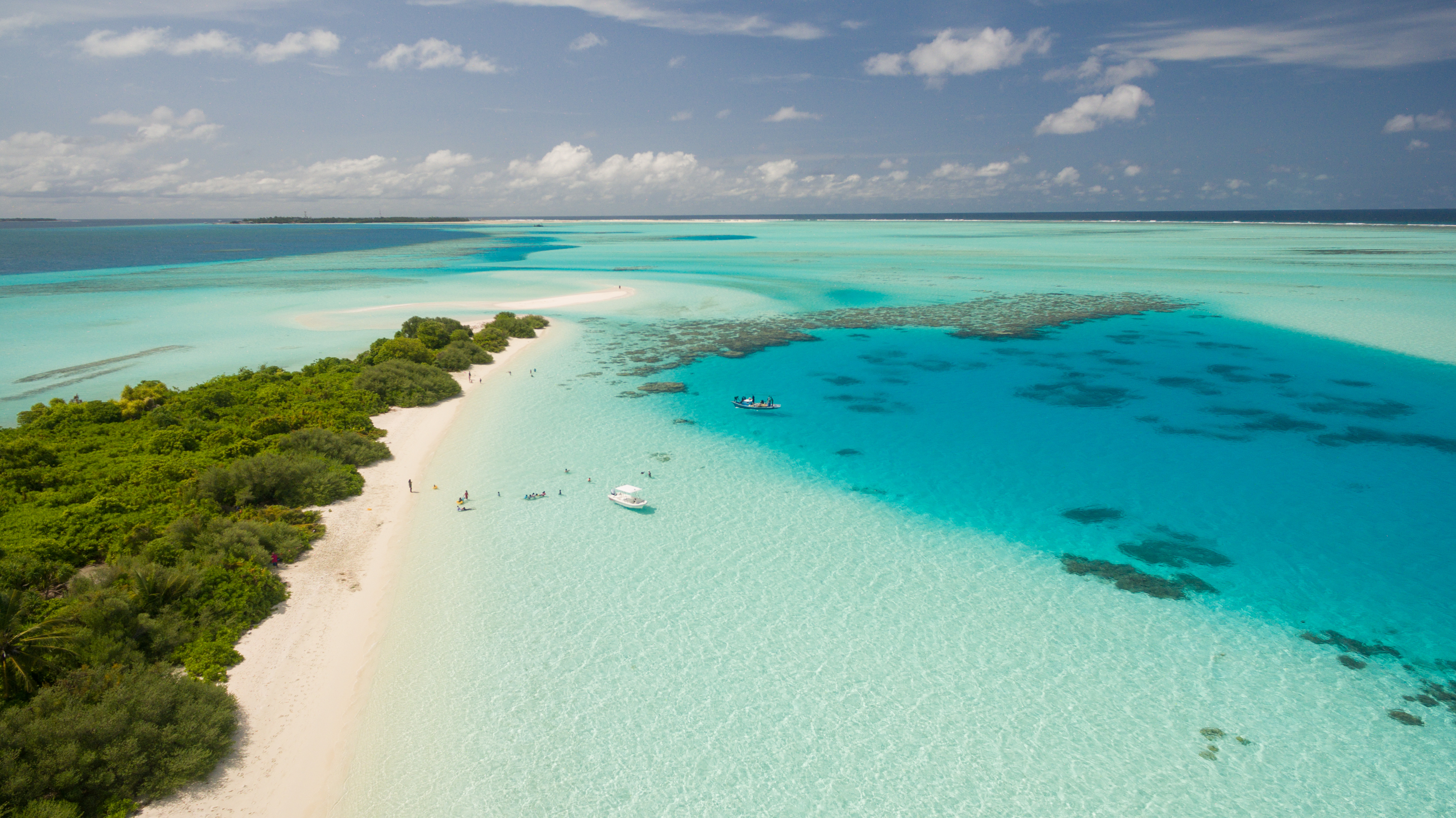
Vista aérea do Atol de Dhaalu a partir da Ilha de Maafushi (no canto inferior esquerdo). As Maldivas são mundialmente conhecidas por suas praias de águas cristalinas

As Maldivas consistem de, aproximadamente, 1 190 ilhas de coral, agrupadas em uma cadeia de 26 atóis, ao longo da direção norte-sul, espalhados por cerca de 90 000 km², tornando-as um dos países mais dispersos do mundo. Situa-se entre as latitudes 1ºS e 8ºN e as longitudes 72ºE e 74ºE. Os atóis são compostos de recifes de corais e barras de areia, situados no topo de uma cordilheira submarina de 960 km de comprimento que se ergue no oceano Índico e corre do norte para o sul. Próximo do sul dessa cadeia natural de corais, duas passagens permitem a navegação segura de navios de um lado do oceano para outro através das águas pertencentes ao território das Maldivas. Para propósitos administrativos, o governo dividiu os atóis em 21 divisões administrativas. A maior ilha do arquipélago é a ilha de Gan, que pertence ao Atol Laamu. No Atol Addu, as ilhas mais ocidentais estão ligadas por estradas sobre o recife, com uma extensão total de 14 km.
As Maldivas tem um recorde mundial de ser o país com a mais baixa altitude do mundo, o ponto mais elevado está a 2,3 metros do nível do mar, e a altitude média do país é de 1,5 metros e a maioria do território habitado está apenas a um metro de altitude. A capital, Malé, está a 90 centímetros do nível do mar e vivem 100 mil pessoas.
A vegetação e vida selvagem em terra são limitadas, mas são complementadas pela abundância de vida marinha. As águas em torno das Maldivas são ricas em espécies de animais de valor biológico e comercial. A pesca de atum é um dos principais recursos comerciais. As Maldivas tem uma grande diversidade de vida marinha, com corais e mais de duas mil espécies de peixes.

### Clima

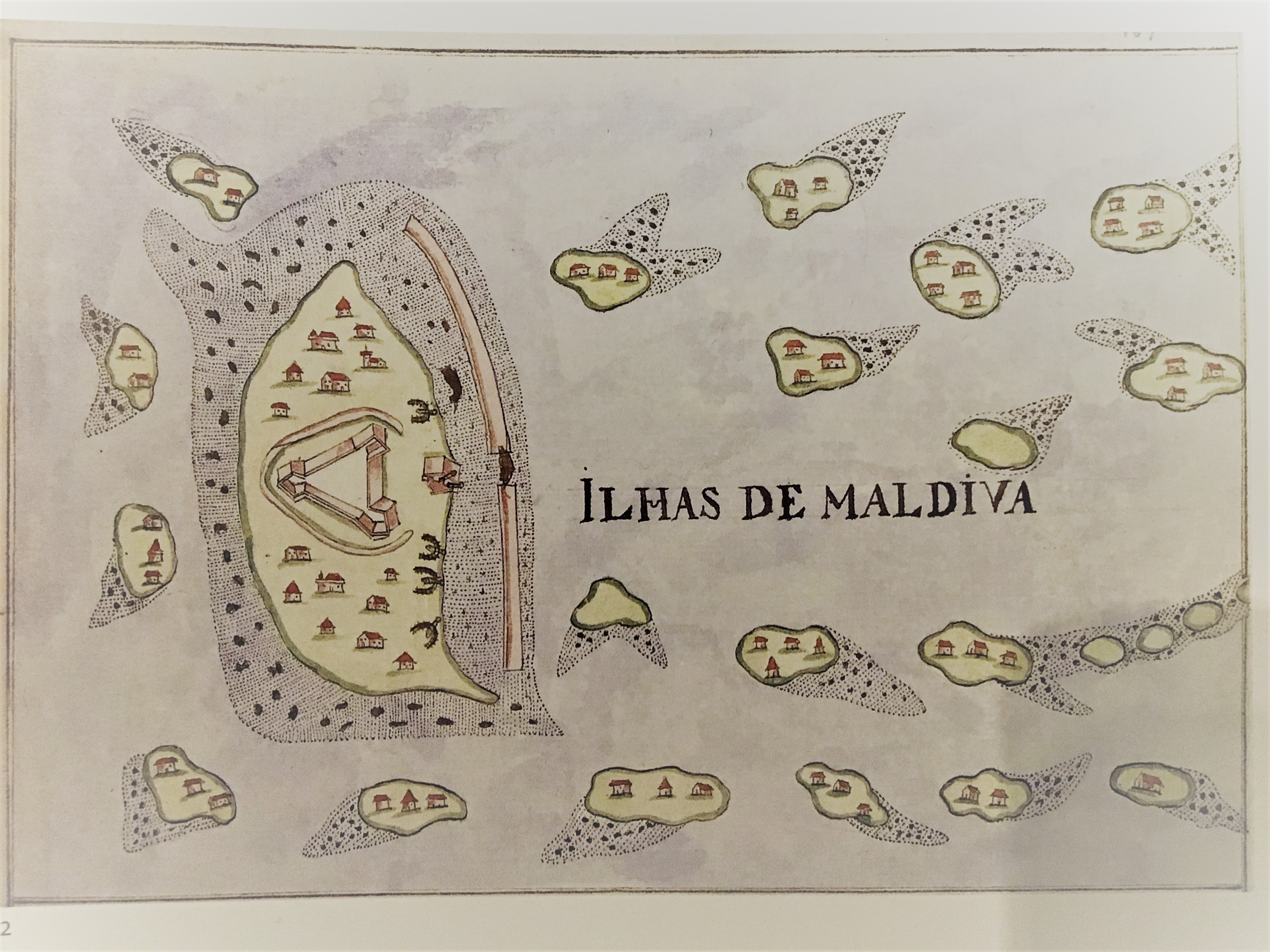
Maldivas em desenho Português do séc. XVII<s*ref>

O Oceano Índico funciona como uma reserva de calor, absorvendo, armazenando e liberando lentamente o calor tropical. A temperatura das Maldivas varia durante todo o ano. Embora a umidade seja relativamente alta, a constante brisa fresca do mar mantém o ar quente em movimento.
O clima nas Maldivas é afetado pela grande massa continental do sul da Ásia. A presença dessa massa provoca um grande aquecimento na terra e na água. Esses fatores desencadearam uma onda de ar rico em umidade vinda do Oceano Índico ao longo do sul asiático, resultando na monção sudoeste. Duas estações dominam o clima das Maldivas: a estação seca, associada à monção norte de inverno, e a estação das chuvas, que traz ventos fortes e tempestades. A mudança da monção seca para a úmida ocorre durante abril e maio. Durante esse período, os ventos vindos do nordeste contribuem para a formação da monção, que atinge o arquipélago em junho e vai até o final de agosto. Porém, nem sempre os padrões climáticos das Maldivas são iguais aos padrões das monções do sul asiático. A precipitação média anual é de 254 cm no norte e 381 cm no sul.

### Subdivisões
São cerca de 1 190 ilhas, agrupadas em 26 atóis, das quais cerca de 200 são habitadas. O governo dividiu os atóis em 21 divisões administrativas.

## Demografia

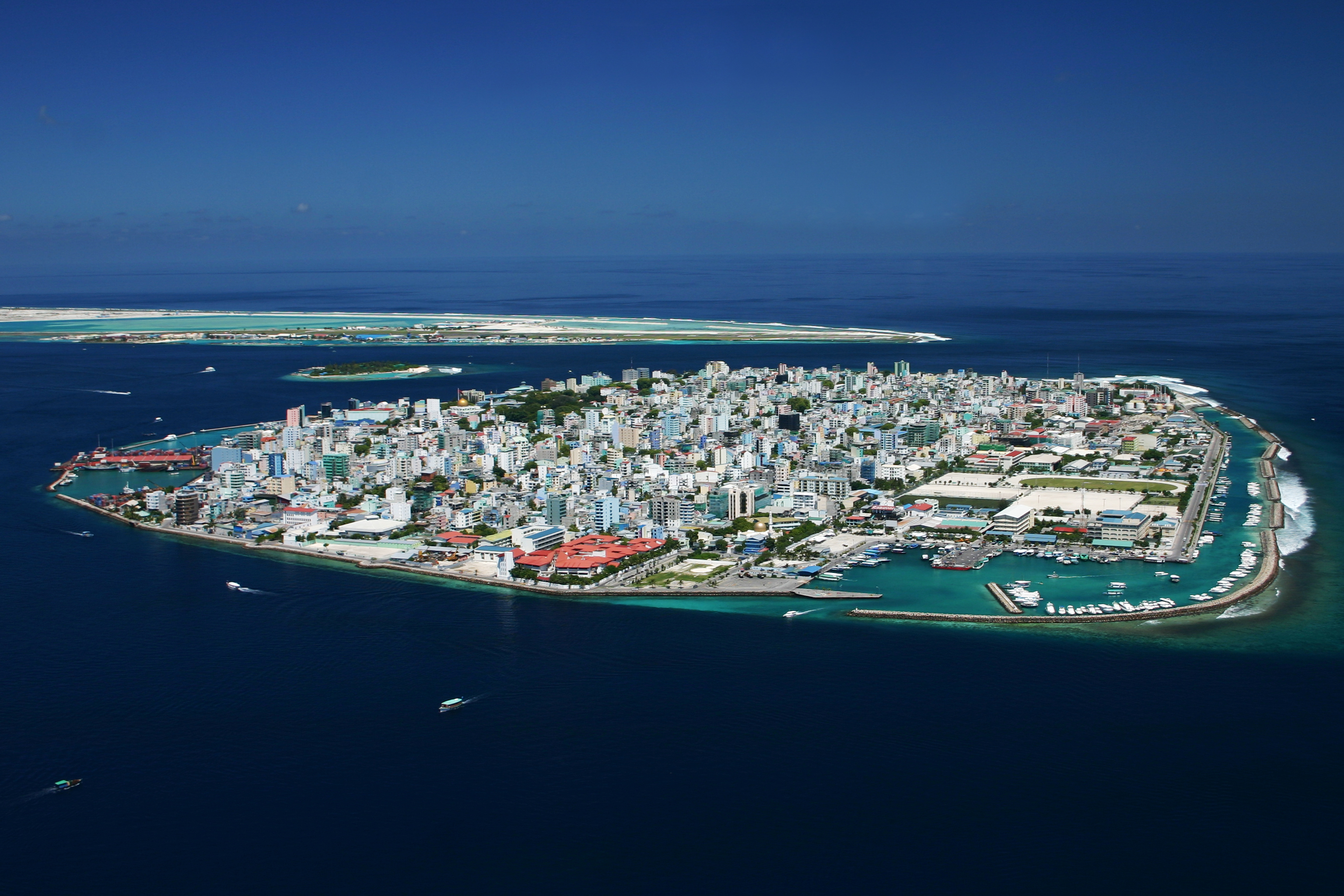
A capital e maior cidade das Maldivas, Malé.

A diversidade étnica das Maldivas é fruto da mistura de culturas dos povos que se fixaram nas ilhas, reforçada pelo idioma e religião. Os primeiros colonos vieram provavelmente do sul da Índia e do Sri Lanca. Eles são linguisticamente e etnicamente relacionados com a população do subcontinente indiano. Eles são etnicamente conhecidos como Dhivehis.
Existe pouca estratificação social nas ilhas. A classificação não é rígida, pois é feita seguindo diversos fatores, como ocupação, riqueza, virtude islâmica e os laços familiares. Tradicionalmente, em vez do complexo sistema de castas, havia apenas uma distinção entre nobres (bēfulhu) e pessoas comuns. Os membros da elite social estão concentrados na capital, Malé.
Um censo registrado desde 1905 mostra que a população se manteve na casa dos 100 mil habitantes durante 60 anos. Após a independência em 1965, a taxa de crescimento da população aumentou, em virtude das melhorias no setor da saúde. Em 2007, a população havia alcançado 300 mil, apesar do censo de 2000 apontar que a taxa de crescimento populacional era de 1,9%. A expectativa de vida ao nascer era de 46 anos em 1978, e mais tarde subiu para 72. A mortalidade infantil caiu de 127 por mil em 1977 para 12 por mil e hoje a alfabetização de adultos alcançou 99%. Em abril de 2008, mais de 70 mil funcionários estrangeiros viviam no país e outros 33 mil imigrantes ilegais compunham mais de um terço da população das Maldivas. Eles consistiam principalmente de pessoas dos vizinhos asiáticos Índia, Sri Lanca, Bangladexe e Nepal.

### Religiões
Depois de um longo período budista na história maldiva, comerciantes muçulmanos introduziram o islamismo sunita. As Maldivas se converteram ao Islã em meados do século XII. As ilhas têm uma longa história de ordens sufista, como pode ser visto nos períodos históricos do país, como a construção de túmulos. Foram usados até recentemente para a procura de santos enterrados, e podem ser vistos ao lado de algumas antigas mesquitas que hoje são consideradas como patrimônio cultural.
O islamismo é a religião oficial das Maldivas desde mais de 800 anos e 100% da população é muçulmana e a prática aberta de qualquer outra religião é proibida. Muitos Maldivas praticam o Catolicismo em casa, de forma privada e escondida, pelo medo da perseguição do governo maldivo. A constituição das Maldivas segue os preceitos do islamismo. Um dos artigos diz, por exemplo, que "um não muçulmano não pode se tornar um cidadão". As exigências necessárias para aderir a outra religião e a proibição do culto público de outras religiões são contrárias às normas do Artigo 18 da Declaração Universal dos Direitos Humanos. Recentemente, foi abordado nas Maldivas a aceitação das leis internacionais, visto que "A aplicação dos princípios estabelecidos no artigo 18 do Pacto será sem prejuízo da Constituição da República das Maldivas".

## Política

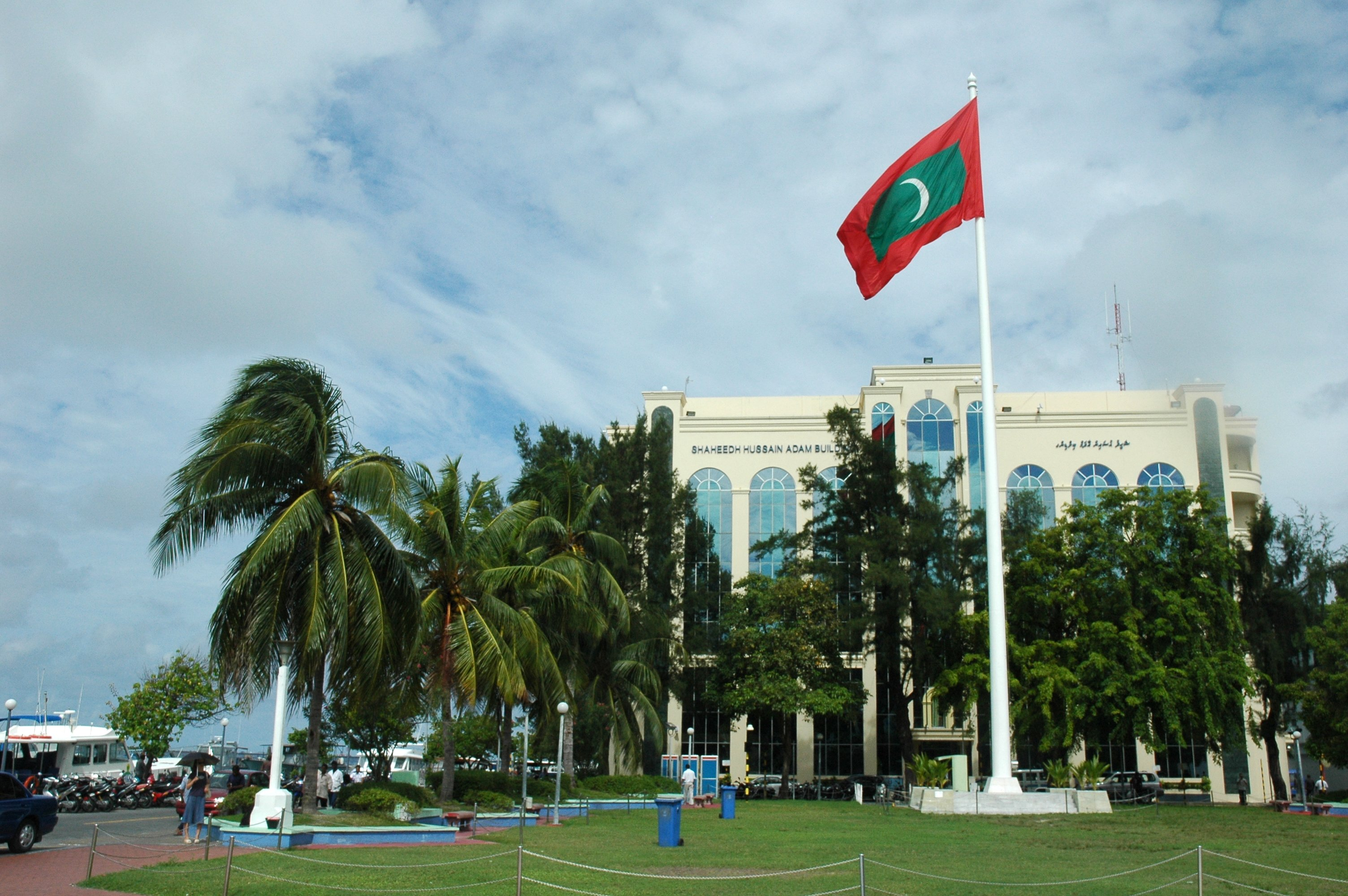
A Jumhooree Maidhaan (Praça da República), localizada em Malé.

As Maldivas são uma república presidencialista na qual o presidente é o chefe de estado e governo. O presidente é eleito por cinco anos, por voto secreto do parlamento e depois referendado pela população.
O poder legislativo é exercido por um parlamento unicameral, a Majlis das Maldivas, composta por cinquenta membros, quarenta e dois eleitos por sufrágio universal e oito nomeados pelo presidente. Renova-se a cada cinco anos.
Até 2005 as Maldivas tinham um sistema unipartidarista dominado pelo Dhivehi Rayyithunge Party. Nesse ano foram legalizados outros partidos políticos, sendo o Partido Democrata das Maldivas o principal partido de oposição.
O primeiro presidente eleito democraticamente nas Maldivas foi Mohamed Nasheed.

## Economia

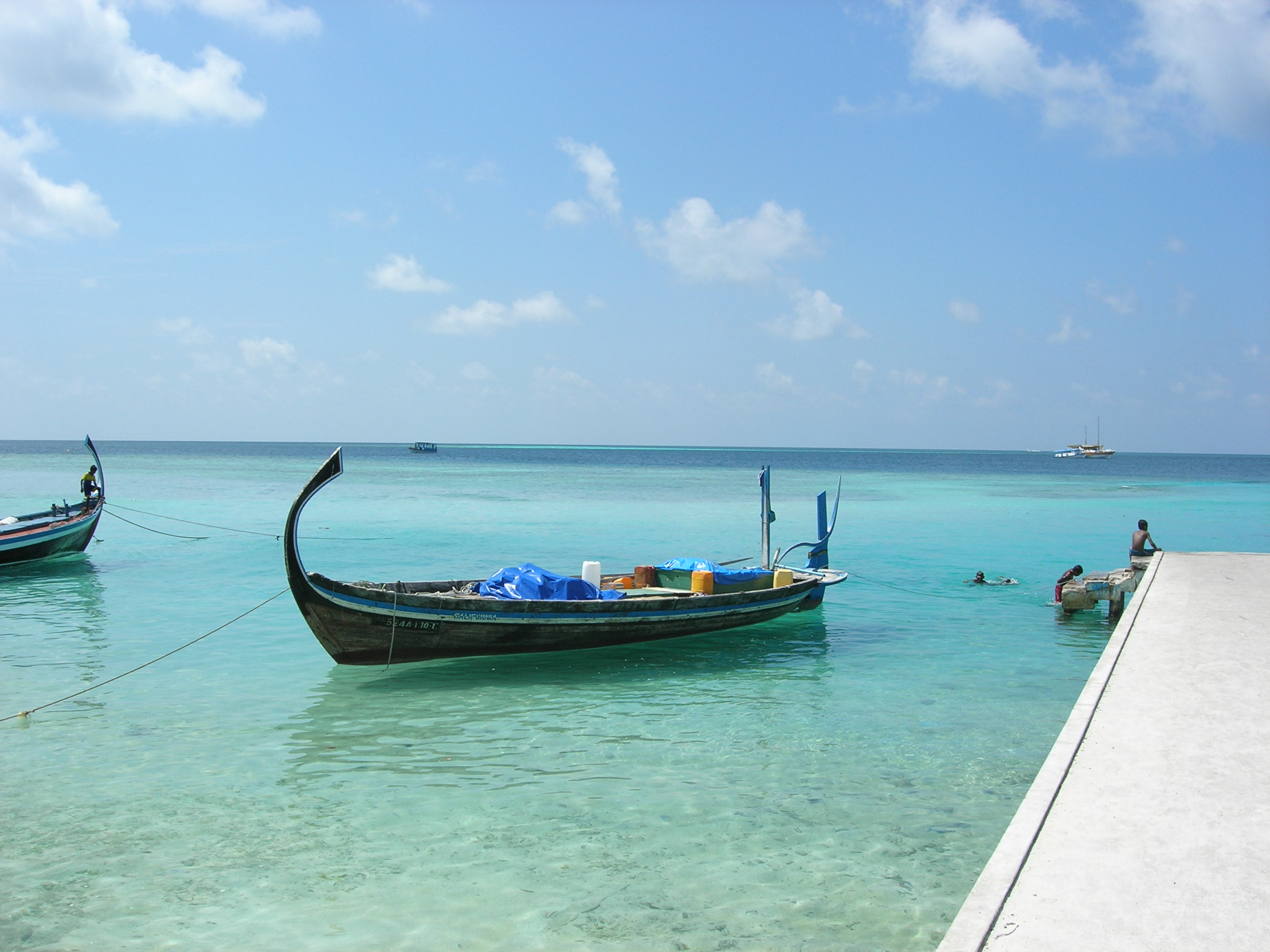
A pesca é uma das principais atividades econômicas das Maldivas, juntamente com o turismo. Na foto, o tradicional barco maldivo, Dhoni.

A economia das Maldivas foi durante séculos totalmente dependente da pesca e de outros produtos marinhos. Por esta razão a pesca tem sido e ainda permanece sendo a principal ocupação da população. Este fato também tem significado que o governo dá uma prioridade especial a seu desenvolvimento. Além da pesca, outra atividade que tem crescido durante os últimos anos é o turismo. Seu desenvolvimento tem criado direta e indiretamente emprego, e tem gerado oportunidades de trabalho em outras áreas, como a indústria. Na atualidade o turismo é a principal fonte de ingresso de moeda estrangeira, contribuindo com cerca de 28% do PIB. Com 86 centros turísticos em operação, no ano 2000 foram recepcionados 467 174 turistas estrangeiros. A maior parte dos alimentos é importada. O país sofreu consideráveis danos com o tsunami de dezembro de 2004.

## Cultura
A cultura das Maldivas foi influenciada por diversos fatores e fontes. Estes incluem sua proximidade com o Sri Lanca, o sul da Índia, o leste da África, a Insulíndia e o Oriente Médio. São notadas na cultura do pequeno país características oriundas da Arábia e da Indonésia. A cultura das Maldivas ainda compartilha semelhanças em muitos aspectos com a encontrada no já citado Sri Lanca e em Querala.